# Нематеріальний актив
Нематеріальні активи (англ. Intangible assets, Intangibles) — права на результати інтелектуальної діяльності, які зазвичай не мають фізичної форми, наприклад, авторські права, ліцензії, патенти або перевищення ринкової ціни підприємства над його балансовою вартістю (ґудвіл).
У фінансовому обліку та звітності вартість таких прав включають до розділу активів.

### Визначення
Нематеріальний актив – нематеріальний актив, який не має матеріальної форми та може бути ідентифікований. Придбаний або отриманий нематеріальний актив визнається, якщо існує імовірність одержання суб'єктом господарювання майбутніх економічних вигод, пов'язаних з його використанням, та його вартість може бути достовірно визначена. 
Нематеріальні активи – право власності на результати інтелектуальної діяльності, у тому числі промислової власності, а також інші аналогічні права, визнані об'єктом права власності (інтелектуальної власності), право користування майном та майновими правами платника податку в установленому законодавством порядку, у тому числі набуті в установленому законодавством порядку права користування природними ресурсами, майном та майновими правами.
Актив є ідентифікованим, якщо він: а) може бути відокремлений, тобто його можна відокремити або відділити від суб'єкта господарювання і продати, передати, ліцензувати, здати в оренду або обміняти індивідуально або разом з пов'язаним з ним контрактом, ідентифікованим активом чи зобов'язанням, незалежно від того, чи має суб'єкт господарювання намір зробити це, або б) виникає внаслідок договірних або інших юридичних прав, незалежно від того, чи можуть вони бути передані або відокремлені від суб'єкта господарювання або ж від інших прав та зобов'язань. 
Не визнаються нематеріальним активом, а підлягають відображенню у складі витрат звітного періоду, в якому їх здійснено витрати на: дослідження, підготовку і перепідготовку кадрів, рекламу і просування продукції на ринку, створення, реорганізацію та переміщення підприємства або його частини, підвищення ділової репутації підприємства, вартість видань і витрати на створення торгових марок (товарних знаків).
Придбані (створені) нематеріальні активи зараховують на баланс підприємства за первісною вартістю. Первісна вартість придбаного нематеріального активу складається з ціни (вартості) придбання, мита, непрямих податків, що не підлягають відшкодуванню, та інших витрат, безпосередньо пов'язаних з його придбанням і доведенням до стану, придатного для використання.
Первісну вартість нематеріальних активів збільшують на суму витрат, пов'язаних з удосконаленням цих нематеріальних активів і підвищенням їхніх можливостей і терміну використання, які сприятимуть збільшенню первісно очікуваних майбутніх економічних вигод.

### Групи нематеріальних активів
Згідно зі стандартами бухгалтерський облік нематеріальних активів ведеться щодо кожного об'єкта за такими групами:
1. права користування природними ресурсами  (право  користування надрами,  іншими  ресурсами природного середовища,  геологічною та іншою інформацією про природне середовище тощо);
2. права користування майном (право користування земельною ділянкою відповідно до   земельного законодавства, право користування  будівлею, право на оренду приміщень тощо);
3. права на комерційні позначення (права на торговельні марки (знаки для товарів і послуг), комерційні (фірмові) найменування тощо), крім тих, витрати на придбання яких  визнаються  роялті;
4. права на об'єкти промислової власності (право на винаходи, корисні моделі, промислові зразки, сорти рослин, породи тварин, компонування (топографії) інтегральних мікросхем,  комерційні таємниці, у тому числі ноу-хау, захист від недобросовісної конкуренції  тощо), крім тих, витрати на придбання яких визнаються роялті;
5. авторське право та суміжні з ним права (право на літературні, художні, музичні твори, комп'ютерні програми, програми для електронно-обчислювальних машин, компіляції даних (бази даних), виконання, фонограми, відеограми, передачі (програми) організацій мовлення тощо), крім тих, витрати на придбання яких визнаються роялті;
6. інші нематеріальні активи (право на провадження діяльності, використання економічних та інших привілеїв тощо).[1]

У балансі суму нематеріальних активів відображають у складі необоротних активів за залишковою вартістю, яка визначається як різниця між первісною вартістю і сумою накопиченої амортизації.
Нематеріальні активи  – це законодавчо визнані необоротні активи підприємства, у вигляді різних прав, що мають цільове призначення, реальну вартість та здатні приносити їх власникові (користувачеві) прибуток або іншу користь

## Оцінка вартості нематеріального активу (майнових прав інтелектуальної власності)
Згідно з Національним стандартом № 4 «Оцінка майнових прав інтелектуальної власності»  оцінка майнових прав інтелектуальної власності в Україні здійснюється за допомогою наступних підходів:

### Витратний підхід
Витратний підхід до оцінки майнових прав інтелектуальної власності ґрунтується на визначенні вартості витрат, необхідних для відтворення або заміщення об'єкта оцінки.
Витратний підхід застосовується для визначення залишкової вартості заміщення (відтворення) майнових прав інтелектуальної власності шляхом вирахування з вартості відтворення (заміщення) величини зносу. 
Вартість відтворення майнових прав інтелектуальної власності визначається шляхом застосування методу прямого відтворення, а вартість заміщення - методу заміщення.

### Дохідний підхід
Дохідний підхід до оцінки майнових прав інтелектуальної власності ґрунтується на застосуванні оціночних процедур переведення очікуваних доходів у вартість об'єкта оцінки. 
Дохідний підхід застосовується для оцінки майнових прав інтелектуальної власності у випадку, коли можливо визначити розмір доходу, що отримує або може отримувати юридична чи фізична особа, якій належать такі права, від їх використання.
Основними методами дохідного підходу, що застосовуються для оцінки майнових прав інтелектуальної власності, є метод непрямої капіталізації (дисконтування грошового потоку) та метод прямої капіталізації доходу.

### Порівняльний підхід
Порівняльний підхід до оцінки майнових прав інтелектуальної власності застосовується у разі наявності достатнього обсягу достовірної інформації про ціни на ринку подібних об'єктів та умови договорів щодо розпорядження майновими правами на такі об'єкти. У разі застосування порівняльного підходу до оцінки майнових прав інтелектуальної власності подібність об'єктів визначається з урахуванням їх виду, галузі (сфери) застосування, економічних, функціональних та інших характеристик.
Сукупність елементів порівняння формується з факторів, які впливають на вартість майнових прав інтелектуальної власності. До таких факторів, зокрема, належать наявність правової охорони майнових прав інтелектуальної власності; умови фінансування договорів, предметом яких є майнові права інтелектуальної власності; галузь або сфера, в якій може використовуватись об'єкт права інтелектуальної власності, майнові права на який оцінюються; функціональні, споживчі, економічні та інші характеристики такого об'єкта; рівень його новизни; залишковий строк корисного використання; придатність до промислового (комерційного) використання.